# Bibliographie en psychanalyse
La bibliographie en psychanalyse regroupe les ouvrages, études, essais et biographies liés à la psychanalyse.

## Bibliographie générale
- Ernest Jones : La Vie et l'œuvre de Sigmund Freud, PUF Quadrige 2006, 3 tomes.  (ISBN 2-13-055692-2) t.1 ;  (ISBN 2-13-055693-0) t.2 ;  (ISBN 2-13-055694-9) t.3.
- Melanie Klein : 
  - Deuil et [dépression, Payot, coll. "Petite Bibliothèque Payot", 2004  (ISBN 2228898139)
  - L'Amour et la haine: Le besoin de réparation, Payot, coll. "Petite Bibliothèque Payot", 2001  (ISBN 2228894303)
  - Psychanalyse d'enfants, Payot, coll. "Petite Bibliothèque Payot", 2005  (ISBN 2228899992)
  - Développements de la psychanalyse avec Joan Riviere, Paula Heimann et Susan Isaacs, PUF, 2005  (ISBN 2130549608)
  - La psychanalyse des enfants, PUF, 2009, coll. Quadrige Grands textes,  (ISBN 2130575978)
  - Essais de psychanalyse 1921-1945, Payot, 1998  (ISBN 2228881449)
  - Le sevrage (1936), inédit traduit par Olivier Bonnard in "Tribune psychanalytique", n° 2, 2000, Ed. de L'Aire,  (ISBN 2-88108-506-7)
  - Envie et gratitude et autres essais, Gallimard, 1978  (ISBN 2070297802)
  - Le transfert et autres écrits, PUF, 1995  (ISBN 2130472206)
  - Le complexe d'Œdipe, Payot, coll. Petite Bibliothèque Payot, 2006  (ISBN 2228900680)
- Didier Anzieu : L'auto-analyse de Freud et la découverte de la psychanalyse, Puf ; 3e édition, 1998  (ISBN 2-13-042084-2)
- Lydia Flem : La vie quotidienne de Freud et de ses patients, Hachette, 1986.
- Lydia Flem : L'Homme Freud. Une biographie intellectuelle, Seuil, 1991.  (ISBN 2-253-04128-9)
- Peter Gay, Freud, une vie, tomes 1 & 2, Hachette littératures, 1991. Traduction de Tina Jolas de A life for our time, 1988.  (ISBN 2-01-279054-2) t1 ;  (ISBN 2-01-279055-0) t2
- Gérard Huber : Si c’était Freud, Biographie psychanalytique, éd. Le Bord de l'Eau, 2009,  (ISBN 978-2-35687-041-4)
- Ernest Jones : La Vie et l'œuvre de Sigmund Freud, PUF Quadrige 2006, 3 tomes.  (ISBN 2-13-055692-2) t.1 ;  (ISBN 2-13-055693-0) t.2 ;  (ISBN 2-13-055694-9) t.3.
- Lydia Marinelli et Andreas Mayer, Rêver avec Freud. L'histoire collective de 'L'Interprétation du rêve, Aubier, 2009.  (ISBN 978-2-7007-0398-6).
- Alain de Mijolla : Freud, fragments d'une histoire : Qui êtes-vous Sigmund Freud ?, Puf, 2003  (ISBN 2-13-053360-4)
- Emilio Rodrigué : Freud : Le Siècle de la psychanalyse, Payot, 2007  (ISBN 978-2-228-90132-1)
- Élisabeth Roudinesco, Histoire de la psychanalyse en France, Paris, Éditions du Seuil.
- Marthe Robert : La Révolution psychanalytique, Payot ; rééd. 2006  (ISBN 2-228-88109-0)
- Daniel Lagache, La Psychanalyse, Paris : coll. Que sais-je ?, n° 660.
- Daniel Boorstin, Les Découvreurs, Paris, Robert Laffont, 1986,  (ISBN 2-221-05587-X)
- Brigitte Labbé et Michel Puech, Freud (illustrations de Jean-Pierre Joblin). – Toulouse : Milan jeunesse, coll. « De vie en vie » n° 15, 2005. – 58 p., 18 cm. –  (ISBN 2-7459-1633-5). – [ouvrage pour la jeunesse].
- Résumé des Œuvres complètes de Freud, sous la direction de Florence Joseph et de Céline Masson, Éditions Hermann.
- Roger Dufresne, Bibliographie des écrits de Freud, Payot, Paris, 1973.
- Piera Aulagnier-Spairani, André Green, Jean Laplanche, Marthe Robert : Sigmund Freud, rééd. de la revue l'Arc, Inculte éditions, 2009, coll. : Collectif-Essai,  (ISBN 2-916940-03-0)

## Études
- Paul-Laurent Assoun : Introduction à l'épistémologie freudienne, Paris, PUF, 1993  (ISBN 2130452485).
- Paul-Laurent Assoun : Freud, la philosophie et les philosophes, Paris, PUF - Quadrige, 2005  (ISBN 2130549128).
- David Bakan : Freud et la tradition mystique juive, préf. Francis Pasche, Éd. Payot, 2001  (ISBN 2228893749).
- Ilse Barande et Maria Torok : Le Maternel singulier : Freud et Léonard de Vinci, Éd. Aubier Montaigne, 1977  (ISBN 270070066X).
- A. Willy Szafran et Adolphe Nysenholc (éd.), Freud et le rire, Métailié, 1994
- A. Willy Szafran et Adolphe Nysenholc (éd.), Freud à l'aube du XXIe siècle, L'Esprit du Temps, Bordeaux, 2004
- Alain Delrieu : Sigmund Freud, Index thématique : Chronologique, Anthologique, Éd. Anthropos, 2001  (ISBN 2-7178-4248-9).
- Horacio Etchegoyen: Fondements de la technique psychanalytique, Préface de Daniel Widlöcher et Jacques-Alain Miller, Hermann, 2005,  (ISBN 270566517X)
- André Haynal, Paul Roazen et Ernst Falzeder : Dans les secrets de la psychanalyse, Paris, PUF, 2005  (ISBN 2-13-055300-1).
- Octave Mannoni : La psychanalyse, Seuil poche ; 2002  (ISBN 2020529270).
- Danielle Milhaud-Cappe : Freud et le mouvement de pédagogie psychanalytique, 1908-1937 : August Aichhorn, Hans Zulliger, Oskar Pfister, Vrin, 2007  (ISBN 978-2-7116-1900-9).
- Max Milner, Freud et l’interprétation de la littérature, Paris, SEDES, 1980  (ISBN 2-7181-0601-8).
- Christian Moreau, Freud et l'occultisme, Éditions Privat, 1976  (ISBN 2708928120).
- Georges Pragier, Sylvie Faure-Pragier, Repenser la psychanalyse avec les sciences, PUF, 2007  (ISBN 978-2-13-056469-0).
- Jean-Michel Quinodoz : Lire Freud. Découverte chronologique de l'œuvre de Freud, Paris, PUF, 2004  (ISBN 2130534236).
- Heinrich Racker: Transfert et contre-transfert. Études sur la technique psychanalytique, Césura Lyon, 2000,  (ISBN 2-905709-79-0). Préface de Leon Grinberg et Rebecca Grinberg.
- Marthe Robert, D'Œdipe à Moïse. Freud et la conscience juive, Paris, Calmann-Lévy, 1974 ; rééd. Paris, Librairie générale française, 1996  (ISBN 2-253-94228-6).
- Raymond de Saussure et Léon Chertok : Naissance du psychanalyste de Mesmer à Freud, Éd. Les Empêcheurs de penser en rond / Synthélabo, 1997  (ISBN 2908602881).
- Max Schur : La mort dans la vie et l'œuvre de Freud, Éd. Gallimard - Tel, 1982 [par le médecin personnel de Freud et psychanalyste]  (ISBN 2070257940).
- Philippe Soulez : « Lorsque Freud parle de Bergson », in Psychanalyse à l'Université, décembre 1977  (ISBN 2862360090).

### Critiques
- Pierre Janet, La psychanalyse de Freud, 1913, (Rééd. L'Harmattan, coll. « Encyclopédie psychologique », 2004,147 p. (OCLC 57333847)  (ISBN 2-7475-7532-2))
- Paul Ricœur, De l'interprétation : essai sur Freud, Paris, Ed. du Seuil, coll. « Ordre philosophique », 1965, 528 p. (OCLC 714214670)
- Gilles Deleuze, Félix Guattari, L'anti-Œdipe, Paris, Les Éditions de Minuit, 1965, 494 p. (OCLC 898910958)
- Hans Jürgen Eysenck, Déclin et chute de l'Empire Freudien, F X de Guibert éditeur, Paris, 1994, 2444 p. (OCLC 367621989)
- Herbert Marcuse, Éros et civilisation, Éditions de Minuit, 1963,  (ISBN 2-7073-0158-2)
- François Roustang, Un destin si funeste, Éditions de Minuit, 1977,  (ISBN 2-7073-0142-6)
- Gérard Zwang,La Statue de Freud, Robert Laffont, 1985
- Marcel Gauchet, L'inconscient cérébral, Seuil, Coll. : Librairie du XXIe siècle, Paris, 1992,  (ISBN 2-02-013548-5)
- Paul Roazen, Mes rencontres avec la famille de Freud Ed : Seuil, 1998,  (ISBN 2-02-018397-8)
- Pierre Debray-Ritzen, La Scolastique freudienne, Fayard, 1972.
- Pierre Debray-Ritzen, La psychanalyse, cette imposture, A. Michel, 1991,  (ISBN 2-226-05236-4)
- Karl R. Popper, La logique de la Découverte scientifique, Payot, Paris, 1979.
- Mikkel Borch-Jacobsen, Sonu Shamdasani, Le dossier Freud : Enquête sur l'histoire de la psychanalyse, Empêcheurs de Penser en Rond, 2006,  (ISBN 2-84671-132-1) ;
- Adolf Grünbaum, La psychanalyse à l'épreuve, L'Éclat, Paris, 1993.
- Renée Bouveresse, Les critiques de la psychanalyse, Que sais-je n°2620, Presses Universitaires de France, Paris, 1991.
- Jacques Van Rillaer, Les illusions de la psychanalyse, Pierre Mardaga, Bruxelles, 1980.
- Patrick J. Mahony, Freud l'écrivain, éd Belle Lettres, 1982,  (ISBN 2-251-33446-7)
- Frank J. Sulloway, Freud biologiste de l'esprit, Fayard, 1979.
- Paul Roazen, La Saga freudienne, Paris, Presses Universitaires de France, 1986.
- Sherry Turkle, La France freudienne, Fayard, 1981.
- Catherine Meyer (dir.), Le Livre noir de la psychanalyse. Vivre, penser et aller mieux sans Freud, Les Arènes, coll. Documents, 2005.  (ISBN 2-912485-88-6)
- René Pommier, Sigmund est fou et Freud a tout faux. Remarques sur la théorie freudienne du rêve, éditions de Fallois, 2008.
- Michel Onfray, Le Crépuscule d'une idole : L'affabulation freudienne, Grasset, 2010,  (ISBN 2246769310)
- René Pommier, Freud et Léonard de Vinci. Quand un déjanté décrypte un géant, Paris, Kimé, 2014, 134 p. (OCLC 893045048)